# 小行星4998
小行星4998（4998 Kabashima）是一颗围绕太阳公转的小行星。1986年11月5日，鈴木憲藏、浦田武在丰田市发现了此天体。
这颗小行星的绝对星等为102.59698等。